# Abderrahmane Tamada
Abderrahmane Tamada, né le 6 octobre 1985, est un athlète tunisien, spécialiste du saut à la perche.

## Biographie
Son record personnel est de 5,15 m, atteint en 2006. Il remporte la médaille d'or aux Jeux africains 2007 et arrive deuxième aux championnats d'Afrique 2006,.
Il remporte également des médailles lors des championnats arabe juniors (en), des championnats panarabes 2005 et des Jeux panarabes 2007,.

## Palmarès
| Date | Compétition                      | Lieu              | Résultat | Marque |
| ---- | -------------------------------- | ----------------- | -------- | ------ |
| 2004 | Championnats arabes juniors (en) | Damas (Syrie)     | 2e       | 4,70 m |
| 2005 | Championnats panarabes           | Tunis (Tunisie)   | 3e       | 4,80 m |
| 2006 | Championnats de Tunisie          | Radès (Tunisie)   | 1er      | 4,80 m |
| 2006 | Championnats d'Afrique           | Bambous (Maurice) | 2e       | 5,15 m |
| 2007 | Jeux panarabes                   | Le Caire (Égypte) | 2e       | 4,90 m |
| 2007 | Jeux africains                   | Alger (Algérie)   | 1er      | 5,10 m |
| 2009 | Championnats de Tunisie          | Radès (Tunisie)   | 1er      | 5 m    |